# 레베카 쉐퍼

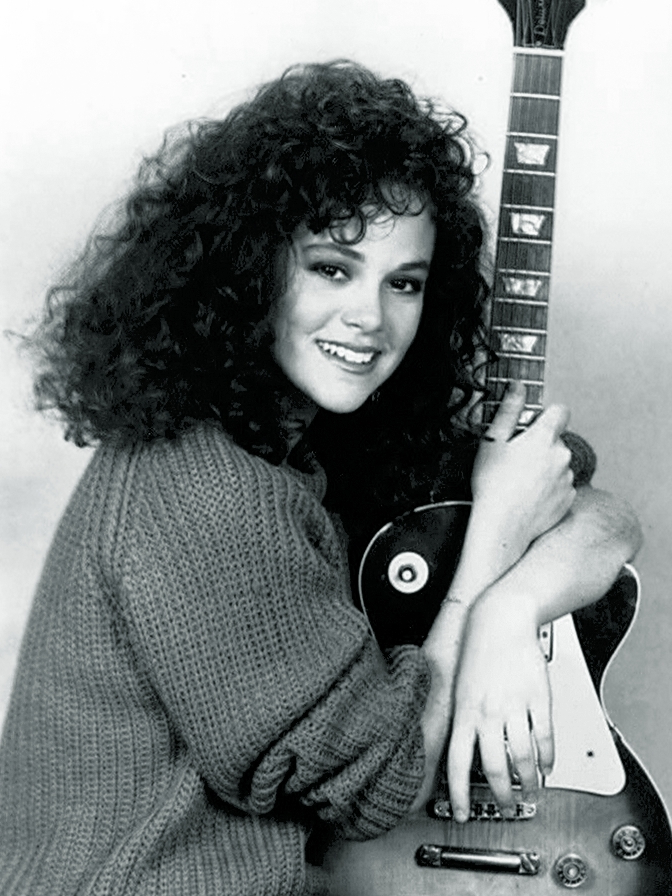

리베카 셰이퍼(Rebecca Lucile Schaeffer, 영어 발음: /ˈʃeɪfə(r)/, 1967년 11월 6일 ~ 1989년 7월 18일)는 미국의 배우 모델이다.
유진에서 태어났으며 할리우드에서 사망하였다. 사인은 총상이다. 오리건주에 매장되었다.

## 출연 작품

### 영화
- 라디오 데이즈 (1987)
- 미래에서 온 사나이 (1988, Out of Time)
- 상류 사회 (1989, Scenes from the Class Struggle in Beverly Hills)
- 아킬레호의 테러 (1990, Voyage of Terror: The Achille Lauro Affair)

### 텔레비전
- 가이딩 라이트 (1985)
- 원 라이프 투 리브 (1985)

## 같이 보기
- 스토킹
- 테레사 살다나